# Відносини Німеччини та Ямайки
Відносини Німеччини та Ямайки — зносини Німеччини та Ямайки сьогодення та в історичній ретроспективі.
На Ямайці проживає близько 160 осіб німецького походження.

## Люди
- Дастін Браун — німецький професійний тенісист.

## Дивіться також
- Німці на Ямайці